# Pussy, Savoie

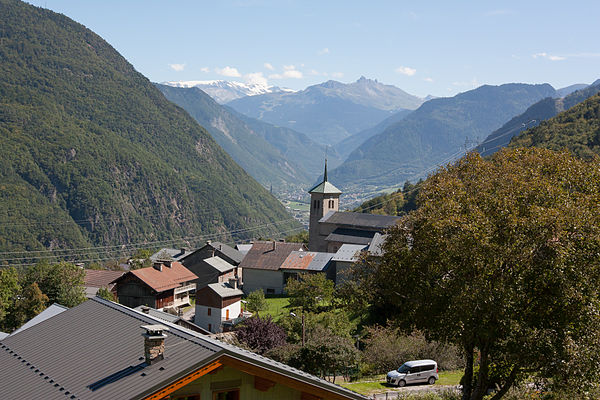
Pussy, Savoie.

Pussy (franska uttalet: [pysi]) är en liten by i kommunen La Léchère i departementet Savoie i Frankrike. Den ligger på den östra sluttningen av Mont Bellachat ovanför Isères vänstra strand, 9 km nordväst om Moûtiers. Namnet härrör från det romerska personnamnet Pussius, som syftar på ägaren till platsen i romersk tid. 
Byns område täcker 18 km². Den lokala kyrkan, dedikerad till Johannes Döparen, byggdes 1669. År 1561 var befolkningen 1455 personer, 548 år 1776 och 276 år 1979. Pussy och flera andra små byar fusionerades i La Léchère kommun för administrativa syften 1972.